# Förestavning
Förestavning (diktamen) innebär att någon läser upp exakt de ord som skall skrivas ner.
Förestavning förekommer ofta på lägre skolstadier som övning i rättskrivning, men det kan lika gärna ske vuxna emellan, vid tillfällen då den som står för formuleringarna och den som skriver texten inte är samma person.